# Peristom
Peristom er en term der bruges til at beskrive noget der omgiver en åbning i et organ hos visse planter og hvirvelløse dyr. F.eks indenfor mosser, den kødædende plante kandebærer, og hos snegle om åbningen på et sneglehus. Ordet peristom er afledt af de græske ord peri, som betyder 'omkring', og stoma, 'mund'.

## Indenfor mosser
Her er peristomet en specialiseret del af sporehuset (kapslen) der giver mulighed for en gradvis spredning af sporerne i stedet for at frigive dem alle på én gang. Det er udformet som en krans af tænder omkring kapslens åbning. Antallet af tænder kan variere fra 4 (Tetraphidopsida) op til 64 (Polytrichopsida), men de fleste mosser (Bryopsida) har 16 tænder i peristomet, evt. i to kranse (i alt 32 tænder).
Peristomet dannes normalt ved at et låg (operkulum) i kapslens spids falder af, og at de døde celler, der herved blottes, revner på en sådan måde, at resterne af deres cellevægge danner tænder, der kommer til at ligge som en krans omkring kapslens åbning. Tænderne er som regel hygroskopiske, således at de bøjer sig ind over åbningen i fugtigt vejr og bøjer sig udefter i tørt vejr.
Peristomets udformning varierer meget, og har været vigtig for klassifikationen af mosserne. For eksempel er klassen Bryopsida, der udgør 95% af mosserne, karakteriseret ved at have et såkaldt arthrodont peristom, hvor op til tre cellelag tilsammen danner en eller to tandkranse ved hjælp af fortykkede cellevægge. Den inderste tandkrans kaldes endostomet og den yderste exostomet.